# Credit Guarantee and Investment Facility
Die Credit Guarantee and Investment Facility (CGIF) wurde 2010 von 10 Ländern des Verbands Südostasiatischer Nationen (ASEAN), China, Japan, der Republik Korea und der Asiatischen Entwicklungsbank gegründet. Die CGIF ist Teil der Asian Bond Markets Initiative und dient der Bereitstellung von Kreditgarantien für in lokaler Währung denominierte Anleihen, die von Unternehmen mit Investment-Grade-Rating in ASEAN+3-Ländern ausgegeben werden.
Die allgemeinen Anleihegarantien von CGIF sollen Unternehmen die erfolgreiche Ausgabe von Anleihen in Landeswährung mit längeren Laufzeiten ermöglichen und ihre Abhängigkeit von kurzfristigen Fremdwährungskrediten verringern.
Bei den Garantien handelt es sich um unwiderrufliche und unbedingte Verpflichtungen von CGIF, 100 % der Tilgungs- und Zinszahlungen abzudecken. Im Falle von Zahlungsausfällen während der Laufzeit der Anleihen zahlt CGIF die Anleihegläubiger aus.
Per 30. August 2023 verfügte CGIF über ein Kapital in Höhe von 1158 Millionen USD, dass von 14 Ländern und Institutionen bereitgestellt wurde:
| Land/Organisation      | Mio. USD |
| ---------------------- | -------- |
| Volksrepublik China    | 342,8    |
| Japan                  | 342,8    |
| Asian Development Bank | 180,0    |
| Südkorea               | 171,4    |
| Indonesien             | 30,6     |
| Philippinen            | 21,6     |
| Singapur               | 21,6     |
| Thailand               | 21,6     |
| Malaysia               | 17,6     |
| Brunei                 | 5,6      |
| Vietnam                | 1,9      |
| Kambodscha             | 0,2      |
| Laos                   | 0,2      |
| Myanmar                | 0,1      |
| Gesamt                 | 1158,0   |